# Квернадзе, Бидзина
Бидзина (Александр Александрович) Кверна́дзе (груз. ბიძინა ალექსანდრეს ძე კვერნაძე; 1928—2010) — советский и грузинский композитор и педагог.  народный артист Грузинской ССР (1979).

## Биография
Родился 29 июля 1928 года в Сигнахи (ныне Грузия). В 1953 году окончил Тбилисскую консерваторию по классу композиции А. М. Баланчивадзе и А. В. Шаверзашвили.
В 1953—1968 годах — преподаватель теоретических дисциплин в музыкальных школах Тбилиси. С 1958 года — преподаватель кафедры композиции Тбилисской консерватории (с 1988 года — профессор).
Умер 8 июля 2010 года в Тбилиси.

## Основные произведения
- опера «И был год восьмой…» (1983)
- балеты — «Хореографические новеллы» (Тбилиси, 1965), «Берикаоба» (Тбилиси, 1974);
- оперетта «Мужья и жены» (Тбилиси, 1970);
- кантаты и вокально-симфонические поэмы — «1905» (совм. с С. Насидзе, сл. П. Грузинского, 1955), «Бессмертие» (посв. Ю. Гагарину, сл. П. Грузинского, 1971), поэма «Моя мольба» (сл. Н. Бараташвили, 1971, 2-я ред. 1977), вокально-симфонический цикл «Древнегрузинские надписи» (1978);
- для симфонического оркестра — поэма «К рассвету» (по мотивам Н. Бараташвили, 1953), «Танец-фантазия» (1959), «Симфония» (1961), хореографическая поэма «Серафита» (1965);
- торжественные увертюры: Первая (1974), Вторая (1977), «Концерт» (1977);
- для фортепиано и симфонического оркестра — концерты: Первый (1955), Второй (1965);
- для скрипки и симфонического оркестра — «Концерт» (1956);
- для струнного оркестра — «Ожидание» (1968);
- для квартета деревянных духовых инструментов — «Сюита» (1949);
- для фортепиано — «Поэма (1956)», пьесы;
- для голоса и фортепиано — романсы; хоры; песни; музыка к драм. спектаклям, в том числе «Чинчрака» Г. Нахуцришвили (1955), «Что тот солдат, что этот» Б. Брехта (1961), «Сон в летнюю ночь». В. Шекспира (1962);
- музыка к фильмам, в том числе «Приговор» (1959), «Костры горят» (1961), «Жених без диплома» (1961), «Встреча в горах» (1961), «Дата Туташхия» (совм. с Д. Кахидзе, 1976).

## Награды и звания
- заслуженный деятель искусств Грузинской ССР (1968)
- народный артист Грузинской ССР (1979)
- Орден Чести (1998)
- Государственная премия Грузинской ССР имени Шота Руставели (1981)
- Государственная премия Грузинской ССР имени Шота Руставели (1985)
- Почётный гражданин Тбилиси (1996)

## Память
Перед зданием Тбилисской филармонии Б. Квернадзе установлена мемориальная плита